# 在香港的朝鮮半島人
在港韓裔人，是指生活在香港的朝鮮民族。根據2021年香港人口普查，有8,700名韓國人生活在香港，大多聚居於港島東區以及中西區 。
由於香港韓國國際學校位於西灣河，大部份居港的韓國家庭的子女都會入讀此校，所以許多韓國人居住於西灣河和太古城一帶，形成了一個韓國社區。

## 移民歷史
一些在港韓裔人是二戰時隨日軍來到香港的朝鮮籍日本兵，日本投降後美軍記錄顯示港英政府遣返了287個朝鮮籍日本兵回韓國。另一些人就是戰後來到香港的中國朝鮮族。

## 人口
根據2011年香港入境事務處的數據，韓國駐香港總領事館向韓國政府報告說，香港有13,288名韓國國民。與中國大陸不同，他們女性的人口比男性多：女性人數為5,713人（57%）、男性為5,675人（43%），性別比為1.34：1。其中，4,005人（30%）擁有居留權，而其餘9,483人（70%）則持有其他類型的簽證。在港韓裔人大多屬於香港中產階級。據普查統計，他們比一般香港居民更富裕；截至2006年，在香港就業的韓國人中，有42.6%的月薪為港幣30,000元或以上。不過，儘管南韓人的工資較高，但他們認為其在香港生活費用高得多，其中醫療費比南韓高出20－30%。
幾乎所有在香港的韓裔人都是南韓人，但也有少數北韓人。然而，北韓的幾家企業和外交官也在香港活動。另外，少數北韓難民企圖偷渡到香港境內，然後獲得政治庇護和運送到南韓；美國難民與移民委員會聲稱，香港警方被指示不記錄他們被捕的記錄。

## 就業
香港約23.1％的韓裔人在金融，保險，房地產或商業服務領域工作，是香港所有少數族裔中最高比例之一。其中23.1％大概300人為在香港的大型投資銀行辦事處工作，他們多在美國的大學學習，然後返回亞洲擔任現任職務。值得注意的例子之一是尹致遠，他在獲得二十年的行業經驗後於2008年3月被任命為瑞銀集團香港分公司的總監兼首席執行官。韓國領事館向韓國財政部提交的報告指出，2008年以來，從事金融業的韓國人受到金融危機的不利影響，但因此從事其他行業的就業人數卻從此增加。
尖沙咀的金巴利街是香港韓國商店最集中地區，被稱為小韓國。

## 教育
香港缺少韓語幼稚園，因此經常把孩子送到英文幼稚園，有些繼續使用英文學校，如英基學校協會管理的英文中學，因此他們英語比韓語要好。香港的韓國人也為子女設立了韓語教育機構。韓國星期六學校（：／）由韓國居民協會成立於1960年，韓國國際學校位於西灣河，自1996年成立以來，截至2006年，招收了402名學生。大部份居港的韓國家庭，都會讓子女入讀這所國際學校。
香港各大學的韓國學生人數也顯著增長，2008年，香港的大學只有約40名韓國人，他們當時只佔當地4000名左右的三年級國際學生的1％。王過，隨著中國經濟崛起，中文重要性提高，韓國國際學生越來越感興趣在国外學習，香港大學也利用這一趨勢，促進了學生的國際化。截至2011年，香港有595名韓國學生簽證，自2009年度財政年度調查以來增長了644％。此外，在香港境外居住的外籍家庭中，有越來越多的韓國學童，他們選擇留在香港進行大學教育，而不是在韓國或海外接受高等教育。
2011年人口普查受訪的韓國人，19.1％表示英語為日常語言，6.8％粵語，2.2％日語，1.3％普通話和70.6％其他語言（例如韓語）。 除了日常的語言外，其他71.5％的人說英語，14.6％的粵語，24.0％的普通話和9.7％的日語。

## 宗教
香港約有260名韓國天主教家庭；2005年中期，專門供韓國教徒使用的教區教堂開設，並由湯漢輔理主教主持開幕。現在香港有兩個韓國佛教會和十四個韓國基督新教教會。